# یوناس کولکا
یوناس کولکا (فنلاندی: Joonas Kolkka؛ زادهٔ ۲۸ سپتامبر ۱۹۷۴) بازیکن فوتبال اهل فنلاند بود.
از باشگاه‌هایی که در آن بازی کرده‌است می‌توان به باشگاه فوتبال ادو دن هاخ، باشگاه فوتبال کریستال پالاس، باشگاه فوتبال بروسیا مونشن‌گلادباخ، باشگاه فوتبال ویلم دوم، باشگاه فوتبال فاینورد، باشگاه فوتبال ناک بردا، باشگاه فوتبال میپا، باشگاه فوتبال پاناتینایکوس، و باشگاه فوتبال پی‌اس‌وی آیندهوون اشاره کرد.
وی همچنین در تیم ملی فوتبال فنلاند بازی کرده‌است.